# Chondracanthus narium
Chondracanthus narium – gatunek pasożytniczego widłonoga z rodziny Chondracanthidae. Jako pierwszy opisał go w 1969 roku kanadyjski parazytolog polskiego pochodzenia – Zbigniew Kabata. Okazy typowe (samiec i samica) zostały pozyskane z jam nosowych ryby Ophiodon elongatus złowionej w Pacyfiku u wybrzeży Kolumbii Brytyjskiej (zachodnia Kanada).